# Melatu Uche Okorie
Melatu Uche Okorie (Enugu, 1975) es una autora irlandesa nacida en Nigeria y miembro del Consejo de las Artes de Irlanda. Su colección de cuentos de 2018, This Hostel Life, fue preseleccionada para el premio Sunday Independent Newcomer of the Year en los Irish Book Awards, y la Irish National Opera la adaptó a una obra operística.

## Biografía
Melatu Uche Okorie nació en 1975 en Enugu, Nigeria. Vivió su infancia con su madre y varios hermanos, y obtuvo un grado en inglés antes de irse de Nigeria. Okorie se mudó a Irlanda en 2006 con su pequeña hija y vivió en el sistema de provisión directa, que fue cuando comenzó a escribir. Okorie obtuvo un Máster en escritura creativa del Trinity College Dublin y está estudiando para obtener un doctorado en la Facultad de Educación.

## Escritura
En 2009 Okorie ganó el premio de escritura Metro Éireann por la historia "Gathering Thoughts". El primer libro de Okorie, This Hostel Life, fue publicado por Skein Press en Irlanda en mayo de 2018. El libro presenta un patois inglés nigeriano inventado. Fue lanzado en el Festival Internacional de Literatura, donde Okorie discutió la experiencia migrante con Nikesh Shukla. This Hostel Life fue comprado por Virago Press en 2019, y adaptado a una obra operística por la Irish National Opera. Su trabajo ha sido publicado en LIT Journal, College Green Magazine y Dublin: Ten Journeys One Destination, Alms on the Highway.
En 2019, Okorie fue entrevistada sobre su estilo de escritura por Laureate for Irish Fiction, Sebastian Barry. El mismo año, fue publicado ¡Sí, todavía tomamos café!. Esta es una colección de obras de escritoras, incluidas Okorie, Catherine Dunne, Hilary Fannin, Lia Mills y Sheila O'Flanagan.

## Abogacía
Okorie es miembro de la junta de la Red Nacional de Mujeres Migrantes en Irlanda, y es facilitadora de talleres de escritura creativa para niños y jóvenes.

## Reconocimientos
En 2018, This Hostel Life fue nominado para el premio Sunday Independent Newcomer of the Year en los Irish Book Awards. En 2019, Okorie fue nombrada miembro del Consejo de las Artes.